# Gospodari (strip)
Gospodari je epizoda је Zagora objavljena u br. 143. u izdanju Veselog četvrtka. Na kioscima se pojavila 17. januara 2019. Koštala je 270 din. (2,27 €; 2,65 $) Imala je 94 strane. Drugi deo epizode obavljen je u broju 144. pod nazivom Plamen nad Merivelom.

## Originalna epizoda
Originalna epizoda pod nazivom I dominatori objavljena je premijerno u br. 611 regularne edicije Zagora u izdanju Bonelija u Italiji 3. јuna 2016. Epizodu je nacrtao Alesandro Kjarola, a scenario napisao Antonio Kamberleti. Naslovnicu je nacrtao Galijeno Feri. Koštala je 3,5 €.

## Kratak sadržaj
Obilazeći imanje, Džejms Boldvin i njegov pomoćnik nailaze na pomor stoke. Otkrivaju da je razog pomora izliv nafte na njegov pašnjak. 
Nedelju dana kasnije, Zagor i Čiko, prolazeći kroz šumu nailaze na grupu kauboja predvođenih šerifom kako jure indijanca  po imenu Ajaši. Nakon što su ga uhvatili, optužuju ga za ubistvo Boldvina i spremaju se odmah da ga obese. Zagor to sprečava i od šerifa zahteva da ga odvede u zatvor u Merivelu i dokaže krivicu. Ajaši negaira da ima bilo kakve veze za Boldvinovim ubistvom. Zagor i Čiko primećuju nekoliko nelogičnosti u šerifovoj priči i kreće zajedno s njim u Merivel. U Merivelu Zagor sreće i novinara Krega Tanera, kojeg poznaje od ranije. Tarner upoznaje Zagora sa činjenicama o korupciji u gradiću. Bone je vlasnik naftne iskopine i odgovoran je za Boldvinov pomor stoke. Pokušao je da novcem nadoknadi štetu Boldvinu, ali je on to odbio, zatraživši pomoć od federalnog sudije da se zaustve radovi na iskopini i sprečila dalje poplave. Boldvin je narednog dana nađen mrtav, ubijen puškom s leđa, a za ubistvo je optužen Ajši. Taner sumnja da je sve namešteno da bi se Bone oslobodio sumnje. 
U međuvremenu, na naftnoj iskopini tragično gine radnik usled malog kapaciteta naftne pumpe. Pumpa ne može da apsorbuje tolike količine nafte, usled čega dolazi do povremenih poplava i šteta. Haket, koji je ja nadzirao radove, dolazi kod Bonea da mu prijavi smrt, ali Bone je potpuno nezainteresovan za bilo kakve promene i ismeva smrt radnika Tima Koltona, koji je bio Afro-amerikanac. Haket se obraća Zagoru za pomoć.

## Prethodna i naredna epizoda
Prethodna epizoda nosila je naziv Zarobljeni u pustinji (#142), a naredna Plamen nad Merivelom (#144).